# Josef Kara
Josef ben Šim'on Kara, hebrejsky יוסף בן שמעון קרא‎, (asi 1050–1130) byl francouzský biblický exegeta, snad jeden z Rašiho žáků.
Narodil se a působil v Troyes. Jeho strýc a učitel byl Menachem ben Chelbo v Provenci, studoval také ve Wormsu, poté se usadil v Troyes a často také navštěvoval Rašiho domácnost a možná byl i jeho žák.
Připravil komentář k celé Bibli (celý se ale nedochoval), významné jsou jeho komentáře pijutů. Při komentářích používal i textové glosy ve staré francouzštině a češtině (kenaanském jazyce), které dosahovaly i rozsahu vět.